# Alberto Moravia
Alberto Moravia (egentlig Alberto Pincherle) (født 28. november 1907 i Rom, død 26. september 1990 smst.) var en italiensk forfatter og journalist.
Han var af de toneangivende italienske forfattere i det 20. århundrede, og hans store forfatterskab omfatter både romaner, novellesamlinger, essays, rejseberetninger og dramatik. Blandt emnerne i hans værker er moderne seksualitet, borgerlighedens tomhed og den deraf følgende fremmedgørelse, fascisme og eksistentielle spørgsmål.
Som ung var Moravia ramt af tuberkulose, hvilket betød at han i perioder boede på sanatorier. Her fik han god tid og lejlighed til at læse og reflektere. Allerede i 1929, blot 22 år gammel, debuterede han med Gli indifferenti (da.: De ligeglade, 1954). I bogen går han i rette med det borgerlige samfund, hvor menneskene bevæger sig i en atmosfære af ligegyldighed, tristesse og lede. På mange måder kan romanen ses som en forløber til værkerne af de franske eksistentialister Camus og Sartre. Romanen præges også af de to drivkrafter, der gik igen i Moravias senere forfatterskab – penge og sex. 
Han slår imidlertid først igennem efter 2. verdenskrig med romaner som Agostino (1942, da. 1950) og Il conformista (1951), der portrætterer livet under det fascistiske styre. Bogen blev filmatiseret i 1970. Udgivelsen af Agostino blev forsinket to år som følge af styrets modvilje mod ham. Han bliver op gennem 1950'erne inspireret af neorealismen samt af freudianisme og marxisme, der får betydning for hans sene værkers kobling mellem revolutionære og seksuelle emner. 
I 1947 udkom La romana (da.: Romerinden, 1949), i 1957 La ciociara (da.: To kvinder, 1958) og i 1960 La noia (da.: Livslede, 1962). Perioden fra 1944-1960 regnes som hans mest fremgangsrige, men han fortsatte med at skrive til sin død; i 1980'erne bl.a. rejsebøger fra Afrika, der også udkom på dansk. Flere af hans værker blev filmatiseret; det gælder bl.a. La Ciociara (da.: To kvinder) med Sophia Loren og Jean-Paul Belmondo i hovedrollerne, som fik premiere i 1960.
Fra 1984 til 1989 var han medlem af Europa-Parlamentet, valgt for Partito Comunista Italiano.